# Black Market (Rick-Ross-Album)
Black Market ist das achte Album des US-amerikanischen Rappers Rick Ross. Es erschien am 4. Dezember 2015 über die Labels Maybach Music, Slip-n-Slide Records und Def Jam Recordings.

## Titelliste
1. Free Enterprise (feat. John Legend) – 4:19
2. Smile Mama, Smile (feat. CeeLo Green) – 4:01
3. One of Us (feat. Nas) – 3:13
4. Silk Road – 4:21
5. Color Money – 3:06
6. Dope Dick – 4:44
7. Crocodile Python – 4:40
8. Ghostwriter – 4:27
9. Black Opium (feat. DJ Premier) – 3:55
10. Can’t Say No (feat. Mariah Carey) – 3:30
11. Peace Sign – 4:50
12. Very Best (feat. Mary J. Blige) – 4:56
13. Sorry (feat. Chris Brown) – 5:30
14. D.O.P.E. (feat. Future) – 4:44

## Rezeption

### Rezensionen
Die E-Zine Laut.de bewertete Black Market mit vier von möglichen fünf Punkten. Aus Sicht des Redakteurs Stefan Johannesberg habe es Rick Ross „zum gestandenen Künstler gebracht, der mittlerweile als einziger auf Biggie-Niveau Rap, Unterhaltung, Politik und Straße stimmig und mit viel Wortgewalt“ umsetze. Die ersten neun Stücke „bergen Klassiker-Material.“ So halte Ross etwa in One of Us „in Sachen Reimen und sozialkritischer Aussage auch mit einem gewohnt superben Nas mit.“ Dagegen verliere Black Market „im Schlussdrittel mit vier komplett unpassenden Songs an Tempo und Klasse.“ Bis zu diesen bewege sich das Album auf dem Level von Ready to Die, The Blueprint oder Supreme Clientle.

### Charts und Chartplatzierungen
Black Market stieg auf Platz 6 der US-amerikanischen Billboard 200 ein. In der ersten Woche wurden 54.000 Exemplare des Albums verkauft.